# Ta marbuta (Arabische letter)

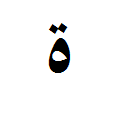
Ta marbuta in geïsoleerde vorm

Tāʾ marbūṭa of ta marbuta is een als letter fungerend karakter in het Arabisch, dat echter niet behoort tot de basisletters van het Arabisch alfabet. Men schrijft de ta marbuta zoals de ha ه, echter met twee punten erboven. De ta marbuta komt enkel voor als laatste letter van een woord en men kent er geen getalswaarde aan toe.

## Uitspraak
De ta marbuta kent twee uitspraken, afhankelijk van de positie of het gebruik. In een alleenstaand woord is de uitspraak een korte "a", bv. المدينة - "al-medina", "de stad". Onder andere wanneer er een bijvoeglijke bepaling volgt, verandert de uitspraak naar "at", bv. مدينة بروكسل - "medinat broeksel", "de stad Brussel".

## Schrijfwijze
In transliteratie geeft men de ta marbuta soms weer als a(t) om hem te onderscheiden van andere letters en de beide uitspraakmogelijkheden weer te geven, bv. "medina(t)".
Soms laat men zowel in handgeschreven als in gedrukte teksten de punten weg, waardoor de ta marbuta ة eruitziet als een ha ه.

## Gebruik
De ta marbuta ة komt alleen voor als laatste letter van een woord. Hij is net als de alif maqsura ى meestal een indicatie van vrouwelijkheid van een woord. Met name dient ta marbuta ook voor het vormen van de vrouwelijke varianten van mannelijke woorden. Voorbeeld: معلم - mu'alim, "leraar" wordt معلمة - "mu'alima(t)", "lerares". Er bestaan ook mannelijke woorden die eindigen op ta marbuta, bijvoorbeeld: خليفة - chalifa(t), "kalief" en إخوة - ichwa(t), "broers".
Het meervoud van zelfstandig naamwoorden die zaken weergeven, is altijd vrouwelijk. In dergelijke gevallen eindigt een er op betrekking hebbend bijvoeglijk naamwoord altijd op ta marbuta. Voorbeeld: الكتب القديمة - al-kutub al-qadima(t), "de oude boeken".
Indien een woord een suffix krijgt, verandert de ta marbuta, aangezien deze alleen als laatste letter van een woord kan dienen. Hij verandert in een ta. Voorbeeld مدينة -
medina(t), "stad", versus مدينتي - medinati, "mijn stad".

## Ta marbuta in Unicode
| Unicode Codepoint | U+0629                    |
| Unicode-Name      | ARABIC LETTER TEH MARBUTA |
| HTML              | &#1577;                   |
| ISO 8859-6        | 0xc9                      |

Basisalfabet: ا (alif) · 
ب (ba) · 
ت (ta) · 
ث (tha) · 
ج (jim) ·
ح (ḥa) ·
خ (kha) ·
د (dal) ·
ذ (dhal) ·
ر (ra) ·
ز (zai) ·
س (sin) ·
ش (sjin) ·
ص (ṣad) ·
ض (ḍad) ·
ط (ṭah) ·
ظ (ẓa) ·
ع (ain) ·
غ (gain) ·
ف (fa) ·
ق (qaf) ·
ك (kaf) ·
ل (lam) ·
م (mim) ·
ن (nun) ·
ه (ha) ·
و (waw) ·
ي (ya)
Aanvullende tekens: ء (hamza) ·
آ (alif madda) ·
ة (tāʾ marbūṭa) ·
ى (alif maqṣūra) ·
لا (lām-alif)
Klinkertekens: fatḥa ·
kasra ·
ḍamma ·
shadda ·
sukūn ·
waṣla